# Tribunal de l'application des peines (Belgique)
Pour les autres articles nationaux ou selon les autres juridictions, voir Tribunal de l'application des peines.

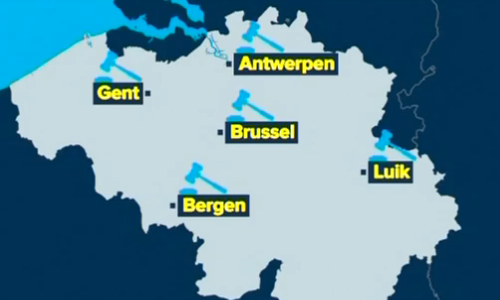
Carte indiquant l'emplacement géographique des différents tribunaux d'application des peines.

En Belgique, le tribunal de l'application des peines (TAP, Strafuitvoeringsrechtbank ou SURB en néerlandais) existe depuis le 1er février 2007.
Il existe un TAP par ressort de Cour d'appel (Liège, Mons, Anvers, Gand et Bruxelles). Chaque TAP peut cependant être constitué de plusieurs chambres, sachant qu'il y aura toujours au moins deux chambres pour le ressort de la Cour d'appel de Bruxelles (une francophone et une néerlandophone).
Les chambres du TAP se divisent en deux catégories : les chambres d'application des peines (s'occupant des modalités des peines) et les chambres de protections sociales (s'occupant des mesures de sûretés, notamment l'internement en cas de démence).
Chaque chambre est composée d'un président, le Juge d'application des peines (JAP) qui est un magistrat professionnel, et de deux assesseurs, un spécialisé en matière d'exécution des peines et un autre spécialisé en matière de réinsertion sociale.
Les décisions sont prises de manière collégiale, le JAP disposant cependant de compétences spécifiques à partir de 2008.

## Compétences
Avant 2007, c'est le Ministre de la Justice qui était chargé de prendre l'essentiel des décisions relatives à l'exécution des peines de prison. Seule la libération conditionnelle faisait exception, celle-ci relevant de la compétence des Commissions de libération conditionnelle composées de manière similaire aux futurs TAP.
Concrètement, c'est son administration, via le Service des cas individuels (SCI) relevant de la Direction Générale de l'Administration Pénitentiaire (DGEPI), qui était chargé de prendre ces décisions.
Depuis le 1er février 2007, les compétences quant à l'octroi des mesures d'aménagement des peines privatives de liberté sont réparties de la manière suivantes entre les TAP et le Ministre de la Justice.
Le tribunal d'application des peines est compétent pour l'octroi ou non de :
- la surveillance électronique, outil par lequel un détenu est autorisé à exécuter sa peine en dehors de l'établissement pénitentiaire mais reste soumis à un contrôle exercé par des moyens électroniques (actuellement, un bracelet fixé à la cheville du détenu capable de détecter sa présence à son domicile)
- la détention limitée qui permet au détenu de sortir la journée (pour une durée maximale de 12 heures) avec obligation de réintégrer l'établissement pénitentiaire tous les soirs
- la libération conditionnelle qui permet au condamné de subir sa peine en dehors de la prison, moyennant le respect des conditions qui lui sont imposées pendant un délai d'épreuve déterminé
- la libération provisoire en vue de l'éloignement du territoire, ou pour raison médicale
- la commutation d'une peine de prison en peine de travail

Les mécanismes suivants restent du ressort du Ministre de la Justice:
- la permission de sortie pour raison familiale ou sociale, d'une durée de 16 heures maximum, qui pourra être accordée à tout moment de la détention
- le congé pénitentiaire pour aider la réinsertion, d'une durée de trois fois 36 heures par trimestre (le détenu passe donc une nuit en dehors de l'établissement pénitentiaire, partant le matin pour rentrer le lendemain soir)
- l'interruption de l'exécution de la peine qui suspend l'exécution de la peine pendant une durée de trois mois maximum, renouvelable, et peut être accordée pour des motifs graves et exceptionnels à caractère familial

Un ministère public spécialisé veille à la bonne exécution des mesures décidées par le tribunal d'application des peines, et peut introduire des demandes de suspension ou de révocation de ces mesures.